# Conocephalus halophilus
Conocephalus halophilus är en insektsart som beskrevs av Ishikawa, H. 2004. Conocephalus halophilus ingår i släktet Conocephalus och familjen vårtbitare. Inga underarter finns listade i Catalogue of Life.